# Pénétromètre (sol)
Pour les articles homonymes, voir Pénétromètre.

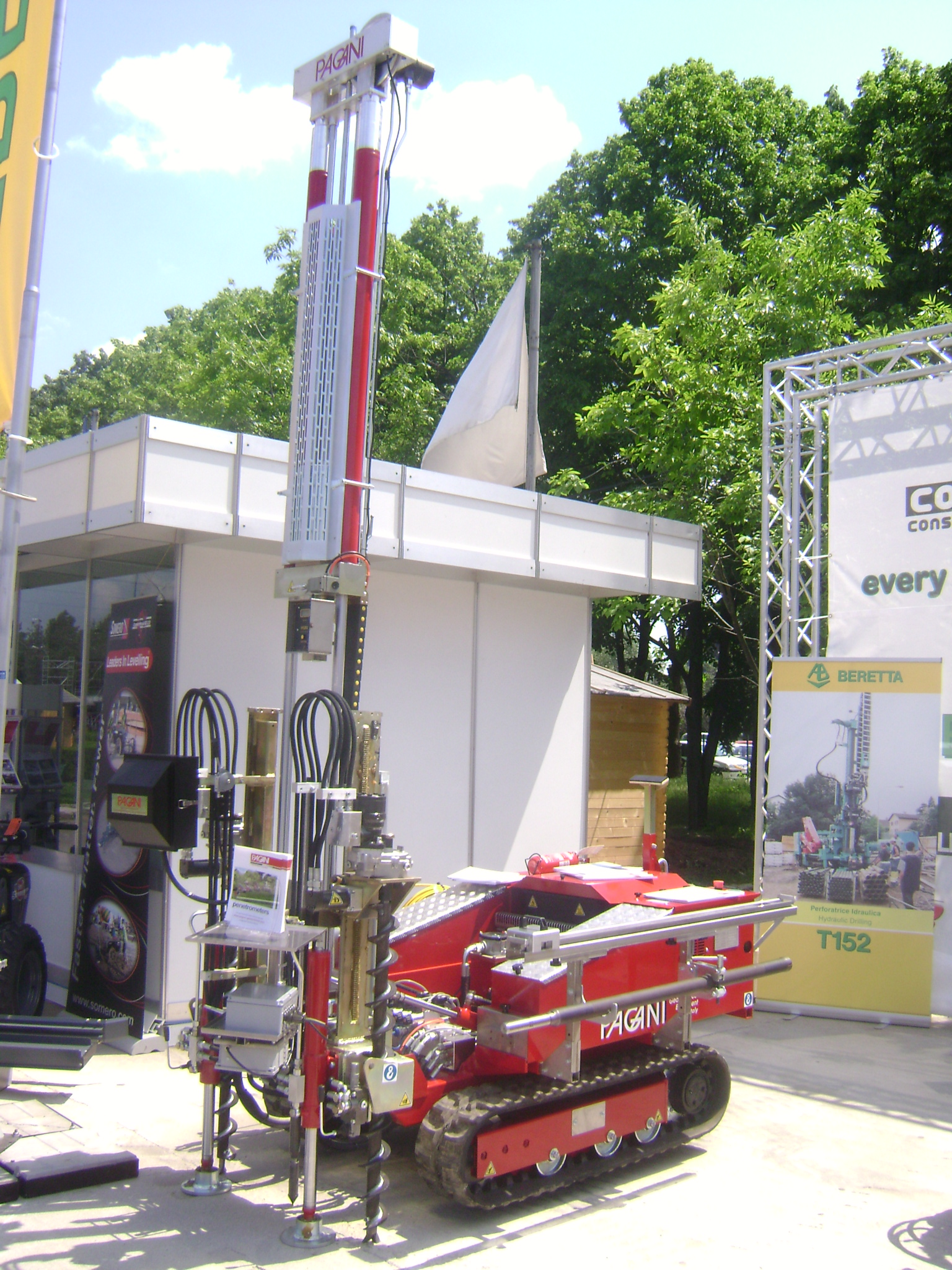
Pénétromète PAGANI (salon Romexpo, Bucarest, 2010).

Le pénétromètre est un instrument de mesure utilisé en géotechnique pour établir la résistance de pointe et la contrainte maximum admissible.
Il existe deux sortes de pénétromètre :
- le pénétromètre dynamique ;
- le pénétromètre statique.

## Pénétromètre dynamique
Le pénétromètre dynamique est un moyen simple, rapide et économique d’investigation des sols in situ. Il permet :
- d'apprécier de façon qualitative la résistance des terrains traversés, et de prévoir la réaction du sol à l’enfoncement de pieux ;
- de déterminer l’épaisseur et la profondeur des différentes couches de sol ;
- d’effectuer des contrôles de compactage (compacité des coches) ;
- d’estimer une caractéristique  de portance, la « résistance dynamique de pointe » pour les essais PDA.

Un pénétromètre dynamique est constitué d'une tige munie d'une enclume. Un « mouton », c'est-à-dire une masse, tombe sur l'enclume, ce qui permet d'enfoncer la tige dans le sol. En comptant le nombre de coup de mouton pour que la tige s'enfonce dans le sol de vingt centimètres, on peut en déduire la résistance du sol. Ainsi, on peut calculer la contrainte maximum admissible et la résistance en pointe.
En géotechnique, l'avantage du pénétromètre est qu'il permet d'avoir, presque en continu, la résistance du sol. L'inconvénient est qu'il ne permet pas une reconnaissance visuelle du sol.

## Pénétromètre statique
Pénétromètre statique ou CPT (cone penetration test) est une méthode utilisée pour déterminer les propriétés géotechniques du sol. Son avantage vient de sa manœuvrabilité et sa vitesse pour un coût modéré.

## Applications
Cet outil de prospection géotechnique est utilisé dans l'étude archéologico-mécanique des sols. Il permet de distinguer les couches archéologiques (en) à partir des mesures de résistance.
La pénétrométrie est également utilisée avant le départ des courses hippiques (plat et obstacles) en temps de pluie, pour informer les turfistes.